# Pókember (televíziós sorozat, 1994)
A Pókember (eredeti cím: Spider-Man: The Animated Series) amerikai animációs sorozat, amely a Marvel univerzum Pókember szuperhőséről szól. A Fox Kids adta le 1994. november 19. és 1998. január 31. között.

## Szereplők
| Szereplők                          | Eredeti hang                                                      | Magyar hang |
| ---------------------------------- | ----------------------------------------------------------------- | --- |
| Peter Parker/Pókember              | Christopher Daniel Barnes                                         | Megyeri János Seszták Szabolcs (12. epizód utolsó jelenetében)                                                                                      |
| Peter Parker idősen                | Peter Mark Richman                                                | Megyeri János |
| Mary Jane Watson                   | Saratoga Ballantine                                               | Spilák Klára |
| May Parker                         | Linda Gary (1-4. évad) Julie Bennett (4-5. évad)                  | Kassai Ilona |
| J. Johan Jameson                   | Edward Asner                                                      | Orosz István |
| Dr. Burdine Chong-Yu               | Lauren Tom                                                        | Kocsis Judit |
| John Jameson                       | Michael Horton                                                    | Szokol Péter |
| Felicia Hardy/Fekete Macska        | Jennifer Hale                                                     | Madarász Éva Ábel Anita |
| Anastacia Hardy                    | Dimitra Arliss Rue McClanahan (4. epizód)                         | Menszátor Magdolna |
| John Hardesky                      | John Phillip Law                                                  | Vass Gábor |
| Terri Lee nyomozó                  | Dawnn Lewis                                                       | Nyírő Beáta |
| Joseph "Robbie" Robertson          | Rodney Saulsberry                                                 | Román Judit |
| Martha Robertson                   | Iona Morris                                                       | |
| Randy Robertson                    | Alfonso Ribeiro                                                   | Stukovszky Tamás |
| Glory Grant                        | Nell Carter                                                       | Molnár Zsuzsa |
| Harry Osborn/Új Kobold             | Gary Imhoff                                                       | Molnár Levente Morassi László Seszták Szabolcs |
| Norman Osborn/Zöld Kobold          | Neil Ross                                                         | Wohlmuth István Uri István Jakab Csaba Fazekas István                                                                                               |
| Liz Allan                          | Marla Rubinoff                                                    | |
| Flash Thompson                     | Patrick Labyorteaux                                               | Koncz István Bartucz Attila |
| Debra Whitman                      | Liz Georges                                                       | Mics Ildikó Náray Erika |
| Adrian Toomes/Keselyű              | Eddie Albert                                                      | Cs. Németh Lajos (idősen) Szokolay Ottó (idősen) Izsóf Vilmos (idősen) Fesztbaum Béla (fiatalon) Kautzky Armand (fiatalon) Beratin Gábor (fiatalon) |
| Eddie Brock/Méreg                  | Hank Azaria                                                       | Fekete Zoltán Haás Vander Péter |
| Alisha Silvermane                  | Leigh-Allyn Baker                                                 | Ősi Ildikó Németh Kriszta |
| Anna Watson                        | Majel Barrett                                                     | Illyés Mari Zsurzs Kati |
| Dr. Mariah Crawford                | Susan Beaubian                                                    | Náray Erika Kocsis Mariann Ősi Ildikó |
| Quentin Beck/Mysterio              | Gregg Berger                                                      | Szűcs Sándor Csuha Lajos Haás Vander Péter |
| Sergei Kravenhoff/Kraven, a Vadász | Gregg Berger                                                      | Jakab Csaba Bognár Tamás Vass Gábor |
| Pörölyfej                          | Nicky Blair                                                       | Sótonyi Gábor |
| Wilson Fisk/Aduász                 | Roscoe Lee Brown                                                  | Szűcs Sándor Faragó András |
| Vanessa Fisk                       | Caroline Goodall                                                  | |
| Richard Fisk                       | Nick Jameson                                                      | Barabás Kiss Zoltán |
| Dr. Curt Connors/A Gyík            | Joseph Campanella                                                 | Wohlmuth István Imre István Kárpáti Levente |
| Alistair Smythe                    | Maxwell Caulfield                                                 | Seszták Szabolcs Pusztaszeri Kornél Csík Csaba Krisztián                                                                                            |
| Kletus Cassidy/Mészárszék          | Scott Cleverdon                                                   | Kerekes József |
| Ezüstsörény                        | Jeff Corey                                                        | Dobránszky Zoltán Szinovál Gyula |
| Ezüstsörény fiatalon               | Townsend Coleman                                                  | |
| Sokkoló                            | Jim Cummings                                                      | Németh Gábor F. Nagy Zoltán |
| Dormammu                           | Ed Gilbert                                                        | Uri István |
| Jason Macendale/A Lidérc           | Mark Hamill                                                       | Laklóth Aladár |
| Lonnie Lincoln/Halálfej            | Dorian Harewood                                                   | Lippai László Varga Tamás |
| Michael Morbius/Morbius, a Vámpír  | Nick Jameson                                                      | Barabás Kiss Zoltán Czvetkó Sándor |
| Mordo báró                         | Tony Jay                                                          | Csík Csaba Krisztián |
| Mac Gargan/Skorpió                 | Martin Landau (1-2. évad) Richard Moll (4-5. évad)                | Juhász György Háda János |
| Madame Pókháló                     | Joan Lee                                                          | Martin Márta |
| Margaret Connors                   | Giselle Loren                                                     | Ősi Ildikó Csere Ágnes |
| Morrie Bench/Folyadékember         | Rob Paulsen                                                       | Barabás Kiss Zoltán Lux Ádám |
| Rhino                              | Don Stark                                                         | Melis Gábor Szűcs Sándor |
| Dr. Herbert Landon                 | David Warner                                                      | Fazekas István Imre István |
| Dr. Otto Octavius/Doctor Octopus   | Efrem Zimbalist, Jr.                                              | Haás Vander Péter Fazekas István Seder Gábor |
| Nick Fury                          | Philip Abbott (13. epizód) Jack Angel (43., 44., 53., 58. epizód) | Mikula Sándor |
| X ügynök                           | Rachel Davies                                                     | Kocsis Mariann |
| Ördögfajzat                        | Edward Albert                                                     | Kőszegi Ákos |
| Robert, a rakétalovag              | Billy Atmore                                                      | Simonyi Balázs |
| Gépágyú                            | James Avery                                                       | Barabás Kiss Zoltán |
| Microchip                          | Robert Axelrod                                                    | Csuha Lajos |
| Búgócsigás Jackson                 | Michael Des Barres                                                | Imre István |
| Igazságosztó (később Büntető)      | John Beck                                                         | Széles Tamás |
| Gwen Stacy                         | Mary Kay Bergman                                                  | Götz Anna |
| Vörös Koponya                      | Earl Boen                                                         | Kárpáti Tibor |
| Másvilági                          | Earl Boen                                                         | Csernák János |
| Reed Richards/Nyúlánk              | Cam Clarke                                                        | |
| Susan Storm/Láthatatlan lány       | Gail Matthius                                                     | Mics Ildikó |
| Johnny Storm/Fáklya                | Quinton Flynn                                                     | Barabás Kiss Zoltán |
| Ben Grimm/A Lény                   | Patrick Pinney                                                    | Bognár Tamás |
| Tony Stark/Vasember                | Robert Hays                                                       | Forgács Péter Sótonyi Gábor |
| Amerika Kapitánya                  | David Hayter                                                      | Laklóth Aladár |
| Küklopsz                           | Norm Spencer                                                      | Zámbori Soma |
| Pézsmapatkány                      | Cathal J. Dodd                                                    | Sótonyi Gábor |
| Huncutka                           | Lenore Zann                                                       | Rácz Brigitta |
| Ciklon                             | Alison Sealy-Smith (17-18. epizód) Julie Bennett (61-63. epizód)  | |
| Fenevad                            | George Buza                                                       | Rosta Sándor |
| Gambit                             | Chris Potter                                                      | Markovics Tamás |
| Jubilee                            | Alyson Court                                                      | |
| Jean Grey                          | Catherine Disher                                                  | |
| Xavier professzor                  | Cedric Smith                                                      | Imre István |
| Keen Marlow/Romboló                | Roy Dotrice                                                       | Varga T. József |
| Süvítő                             | Walker Edmiston                                                   | Holl Nándor |
| Omar Mosely/Fekete Csoda           | Paul Winfield                                                     | Szersén Gyula |
| Madeline Joyce Frank/Miss Amerika  | Kathy Garver                                                      | |
| Jerry Carstairs/Mennydörgő         | Hansford Rowe                                                     | |
| Miranda Wilson                     | Beverly Garland                                                   | Andresz Kati |
| Gila, a gyíklány                   | Kathy Garver                                                      | Antal Olga |
| Dr. Ashley Kafka                   | Barbara Goodson                                                   | |
| Miles Warren                       | Jonathan Harris                                                   | Szokolay Ottó |
| Penge                              | J. D. Hall                                                        | Juhász György Kőszegi Ákos |
| Susan Choi szövetségi ügynök       | Amy Hill                                                          | |
| Diadal Doktor                      | Tom Kane                                                          | Pusztaszeri Kornél |
| Hobie Brown/Ragadozó               | Tim Russ                                                          | Mihályi Győző |
| Jéghegy                            | Lawrence Mandley                                                  | |
| Ben Parker                         | Brian Keith                                                       | Csuha Lajos |
| Abraham Whistler                   | Malcolm McDowell (22-23. epizód) Oliver Muirhead (47-48. epizód)  | Németh Gábor |
| Dr. Jonathan Ohnn/A Leopárd        | Oliver Muirhead                                                   | Fazekas István |
| Dr. Silvia Lopez                   | Wanda De Jesus                                                    | Németh Kriszta |
| Spencer Smythe                     | Edward Mulhare                                                    | Uri István |
| Miriam, a vámpírkirálynő           | Nichelle Nichols                                                  | Halász Aranka |
| Geneveive                          | Laurie O'Brien                                                    | Ősi Ildikó |
| Electro                            | Philip Proctor                                                    | Juhász György |
| Farley Stillwell                   | Michael Rye                                                       | Haás Vander Péter Uri István |
| Dr. Különc                         | John Vernon                                                       | Csernák János |
| Wong                               | George Takei                                                      | Markovics Tamás |
| Önmaga                             | Stan Lee                                                          | Rosta Sándor |